# Рікардо Лопес-Аранда Хагу
Рікардо Лопес-Аранда Хагу (ісп. Ricardo Lopez-Aranda Jagu; 1964, Сантандер) — іспанський дипломат. Надзвичайний і Повноважний Посол Королівства Іспанія в Україні з 5 липня 2022 року.

## Життєпис
Народився у 1964 році в Сантандері. Отримав ступінь з права в Університеті Комплутенсе, DEA з права громад в Університеті Пантеон-Ассас, диплом з європейської безпеки в Вищому центрі досліджень національної оборони та вивчав Програму управління публічною політикою в бізнес-школі IESE.
Він розпочав дипломатичну кар'єру в 1997 році, і відтоді був директором Управління аналізу та прогнозування та заступником генерального директора зовнішньої політики та спільної безпеки у зовнішніх справах, а також радником у міжнародному відділі та безпеці в уряді.
Крім того, він був призначений у посольства Іспанії в Манагуа та Преторії, а також був заступником представника в Комітеті з політики та безпеки ЄС, а також у Західноєвропейському Союзі. Нарешті, він був послом Іспанії в Кот-д'Івуарі (2018—2021) та Ліберії. та постійним почесним співробітником фонду Маршалла у Вашингтоні.
1 серпня 2022 року вручив копії вірчих грамот заступниці міністра закордонних справ України Еміне Джапаровій.
17 серпня 2022 року вручив вірчі грамоти президентові України Володимиру Зеленському.

## Автор публікацій
Має низку публікацій на теми: «Стратегічне передбачення», «Перспективи Європейського Союзу та Заходу в глобальному порядку, що змінюється», «Європейська безпека», «Дезінформація та Африка».